# Пек, Дейл
Де́йл Пе́к (англ. Dale Peck; род. 1967, Лонг-Айленд-Сити, США) — американский писатель и литературный критик. Лауреат литературной премии «Лямбда» за 2010 год в номинации «Лучшая книга для подростков и юношества».

## Биография

### Личная жизнь
Родился в 1967 году в Нью-Йорке, в квартале Лонг-Айленд-Сити в боро Куинс. Вырос в штате Канзас, куда переехал с семьёй в 1974 году. В 1989 году окончил Университет Дрю в штате Нью-Джерси. В 1994 году был удостоен стипендии Гуггенхайма.
Преподаёт творческое письмо в Новой школе в Нью-Йорке и ведёт колонку в журнале «Выход». Дейл Пек — открытый гомосексуал. С 2009 года состоит в браке со страховым агентом Лу Перальтой.

### Творческая деятельность
Первый роман писателя — «Мартин и Джон» был опубликован в 1993 году. В рецензии на книгу в «Нью-Йорк таймс» было написано, что роман является «блестящим дебютом». Следом были изданы ещё два романа писателя — «Закон близости» (1998), по которой в 2000 году режиссёр Джон Грейсон снял одноименный фильм, и «Пришло время прощаться» (1998). В рецензии о последнем романе в «Нью-Йорк ревью оф букс» было написано, как об «удивительно сложной» книге. Все сочинения Пека, касавшиеся исследования им вопросов собственной идентичности, а также сексуальности, не получили однозначной оценки у критики.
Пек сам является известным литературным критиком. Его рецензии в «Нью репаблик» не раз вызывали негативную реакцию у коллег за неуважительное отношение к некоторым влиятельным писателям-современникам и за критический взгляд на ситуацию в американской литературе на рубеже веков. Печально известная фраза Пека — «Рик Муди — худший писатель своего поколения» задала тон сборнику очерков, опубликованных им под названием «Рабочий топорик». В своих литературоведческих очерках он критикует современную поп-культуру, кинематограф, телевидение, квир-теорию и детскую литературу. В мае 2011 года реплика Пека в критической статье, посвящённой еврейско-американской литературе, о том, что если он прочтёт хоть ещё одну книгу о Холокосте, то сам убьёт еврея, вызвала общественный резонанс. Редакторы издания позднее удалили эту реплику из его статьи.
В 2016 году Пек был назначен главным редактором возрожденного онлайн-обзора «Эвергрин». «Я хочу, чтобы журнал представлял собой нечто среднее между сообществом и местом, где тусуются одинокие волки», — сказал Пек на открытии сайта в марте 2017 года. «Я предпочитаю экспериментальную литературу, но подлинно экспериментальную литературу, а не литературу, которая говорит, что это эксперимент, но на самом деле просто повторяет чей-то эксперимент семидесятилетней давности. Вся хорошая литература является экспериментальной, по крайней мере, в том смысле, что она изобретает свои собственные термины».
В 2019 году Пек написал статью, опубликованную в «Нью репаблик» под названием «Проблема моего мэра Пита», в которой упоминался кандидат в президенты от Демократической партии США Пит Буттигиг и которая впоследствии была подвергнута критике, как гомофобная. Издание удалило статью со своё страницы в интернете через несколько часов после публикации. Редактор Крис Леманн заявил: «Журнал признает, что этот пост пересек черту, и хотя он был в основном задуман как сатира, пост был неуместным и агрессивным».

## Сочинения
- «Ночная почва» (англ. Night Soil, 2018);
- «Сад потерянных и найденных» (англ. The Garden of Lost and Found, 2012);
- «Сдвиг[англ.]» (англ. Shift, 2010);
- «Боди-сёрфинг» (англ. Body Surfing, 2009);
- «Росток[англ.]» (англ. Sprout, 2009);
- «Затерянные города. Путешествие в дрейфующем доме[англ.]» (англ. The Lost Cities: A Drift House Voyage, 2007);
- «Дрейфующий дом. Первое путешествие[англ.]» (англ. Drift House: The First Voyage, 2005);
- «Что мы потеряли» (англ. What We Lost, 2004);
- «Грязная работа» (англ. Hatchet Jobs, 2004);
- «Пришло время прощаться» (англ. Now It's Time to Say Goodbye, 1999);
- «Закон близости» (англ. The Law of Enclosures, 1996);
- «Мартин и Джон» (англ. Martin and John, 1993), или «Грёбанный Мартин» (англ. Fucking Martin).